# Teleny

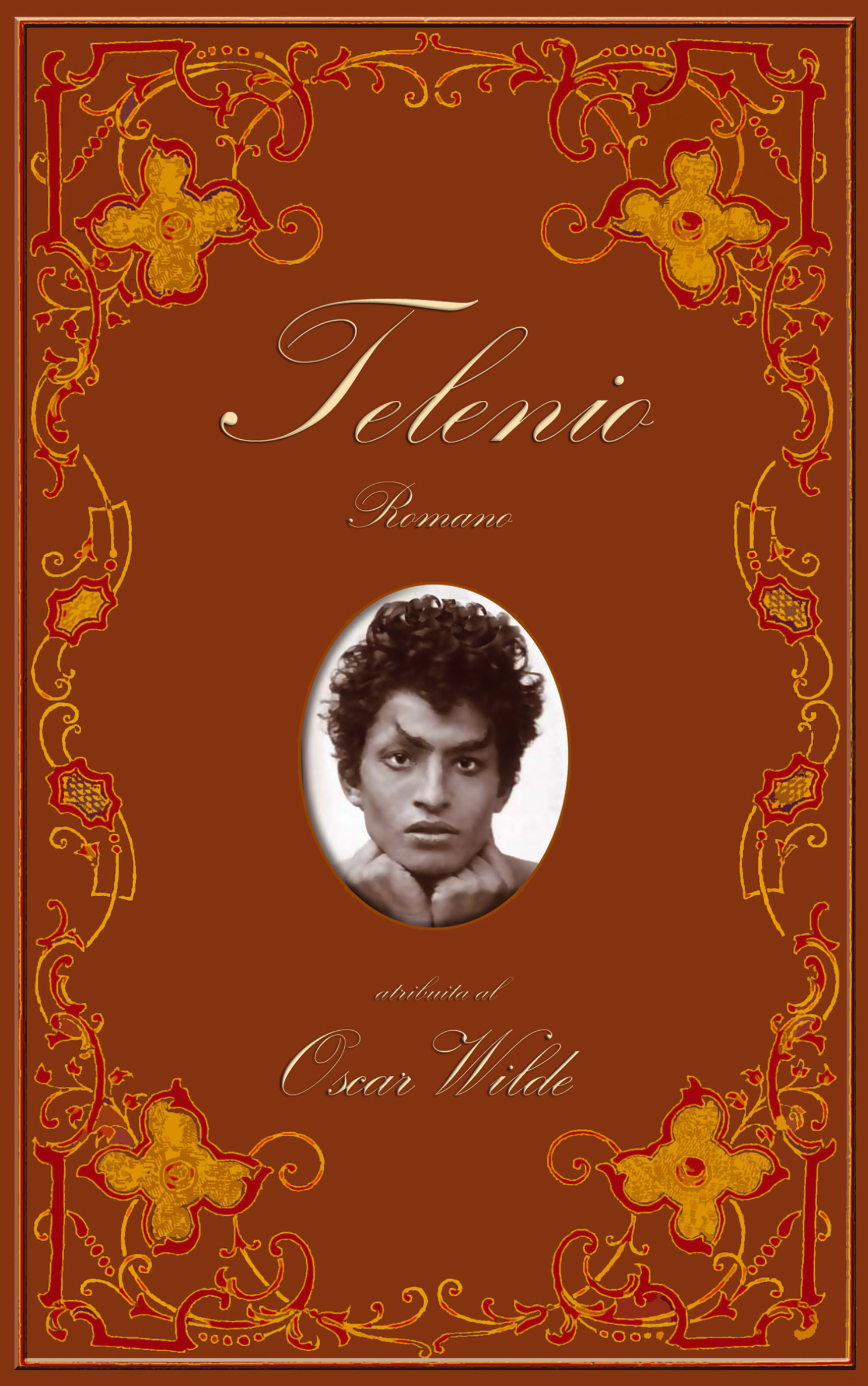
Das Cover von Telenius (Teleny, von Oscar Wilde) übersetzt ins Esperanto von Detlef Karthaus.

Teleny ist ein Roman, der 1893 anonym in einer Auflage von nur 200 Exemplaren in London erschien. 1895 folgte eine zweite, ebenfalls anonyme Auflage. Der Roman wird Oscar Wilde (1854–1900) zugeschrieben, dessen Autorschaft gilt aber nicht als gesichert. Das Buch wurde auch unter dem Titel: Teleny, or: The Reverse of the Medal, A Physiological Romance (dt. etwa: Teleny oder Die Kehrseite der Medaille, eine physiologische Romanze) veröffentlicht. Es erzählt die homoerotische Liebesgeschichte zwischen dem französischen Dandy Camille und dem ungarischen Pianisten René (Teleny), deren Liebe an gesellschaftlichen Repressalien zerbricht.

## Autorschaft
Die vermutete Autorschaft Wildes geht auf den Buchhändler Charles Hirsch zurück. Hirsch arbeitete in der Librairie Parisienne, nachdem er 1889 von Paris nach London gekommen war. Er wurde auf das Teleny-Manuskript aufmerksam, da mehrere Freunde Wildes Exemplare erhielten, für deren Versand er zuständig war. Hirsch bemerkte bei Durchsicht des Manuskripts mehrere unterschiedliche Handschriften, Ergänzungen und Korrekturen. Eine der Handschriften glich der Handschrift Oscar Wildes. Hirsch stellte die Vermutung auf, dass Wilde das Manuskript entweder zusammen mit Freunden verfasst oder zumindest die endgültige Druckversion erstellt hatte.

## Publikationsgeschichte
In einer 1934 erschienenen französischen Ausgabe des Romans berichtet der Buchhändler Charles Hirsch in seinem Vorwort davon, dass Oscar Wilde außer „Romane[n] guter Autoren“ wie Zola auch Werke, „die er euphemistisch als sokratisch bezeichnete“, bestellt habe. 
1966 erschien der Roman erstmals in Großbritannien unter dem Autorennamen Oscar Wilde, allerdings in einer zensierten Version, aus der die meisten potentiell obszönen Szenen herausgekürzt worden waren. 1986 wurde erstmals der vollständige Text in der Buchreihe Gay Modern Classics veröffentlicht. 1995 übernahm die Wordsworth Classics Reihe den Roman. 
Die deutsche Ausgabe enthält neben dem Roman außerdem die Kurzgeschichte „Der Priester und der Meßnerknabe“ („The Priest and the Acolyte“), die jedoch nicht von Oscar Wilde stammt, sondern von John Francis Bloxam (1873–1928). Wilde wies die Vermutung der Autorschaft an der Geschichte in seinem Prozess gegen Queensberry zurück und bezeichnete den Text als „geschmacklos“.

## Wertung
Heute sieht die Literaturwissenschaft Teleny als Gegenstück zum lustfeindlichen Idealismus der viktorianischen Gesellschaft und der neoromantischen Liebeslyrik des Fin de siècle.
Für das viktorianische Zeitalter war es ein provokantes Werk, schon durch die zahlreichen homoerotischen und pornografischen Szenen. Das behandelte Thema ist nach wie vor aktuell: eine gleichgeschlechtliche Liebe, die auf Unverständnis stößt und deshalb verachtet wird.

## Ausgaben
- Ausgaben von Teleny im Katalog der Deutschen Nationalbibliothek (www.d-nb.de)

Auswahl:
- Teleny or the Reverse of the Medal, 1895
- Teleny. Mitgebunden: Der Priester und der Meßnerknabe. Übers. von Wulf Teichmann. Nachw. von Horst Albert Glaser. Rogner & Bernhard, Hamburg. ISBN 3-8077-0332-2
- Teleny und Der Priester und der Meßnerknabe. Rowohlt, Hamburg, 1984. ISBN 3-499-15376-9

## Hörspiel
- Teleny, Gesprochen von Otto Strecker, Dietmar Wunder, Jana Kozewa; der sprachraum, ISBN 3-936301-01-8.